# Automobile Barcelona
L'Automobile Barcelona, conegut anteriorment com a Saló Internacional de l'Automòbil de Barcelona, és un saló internacional d'automoció que se celebra a Barcelona durant el mes de maig amb periodicitat biennal (sempre cau en anys senars). Instaurat el 1919 i organitzat per la Fira de Barcelona, l'esdeveniment està orientat tant als professionals del sector com al públic en general i és l'únic d'aquestes característiques celebrat a l'estat espanyol que és reconegut per l'Organització Internacional de Constructors d'Automòbils (OICA).
La mostra se celebra tradicionalment dins el recinte firal de Montjuïc, a les instal·lacions situades a l'Avinguda de la Reina Maria Cristina, prop del Palau Nacional de Montjuïc. El president del Saló és Enric Lacalle i el director, José Miguel García.

## Característiques
El Saló cobreix un ampli ventall d'elements relacionats amb la indústria de l'automoció, cadascun representat per nombrosos expositors. Actualment, s'estructura en els següents sectors:
- Automòbils
- Vehicles Comercials i derivats del turisme
- Equips de personalització per a automòbil
- Recanvis, parts, components i accessoris
- Car àudio, telefonia i alarmes
- Companyies petrolieres
- Lubricants, additius i productes químics
- Pneumàtics
- Zona de boxes i proves dinàmiques
- Premsa Tècnica
- Serveis i diversos
- Motocicletes
- Vehicle ecològic i elèctric
- Energia
- Vehicle elèctric
- Infraestructura de recàrrega
- Energies renovables
- Connected Car

Panoràmica del Saló de l'Automòbil del 2009

Els sectors Connected Car, Urban Mobility i Sketch Car Design es van estrenar a l'edició del 2015. La primera mostra les darreres innovacions en el terreny de la connectivitat i es va idear per tal d'aprofitar els coneixements adquirits durant els diferents Mobile World Congress. Les altres dues són una reflexió sobre les smart cities i la manera com les ciutats poden optimitzar la mobilitat que hi ha als seus carrers.

## Història

### Les primeres edicions (1919-1935)

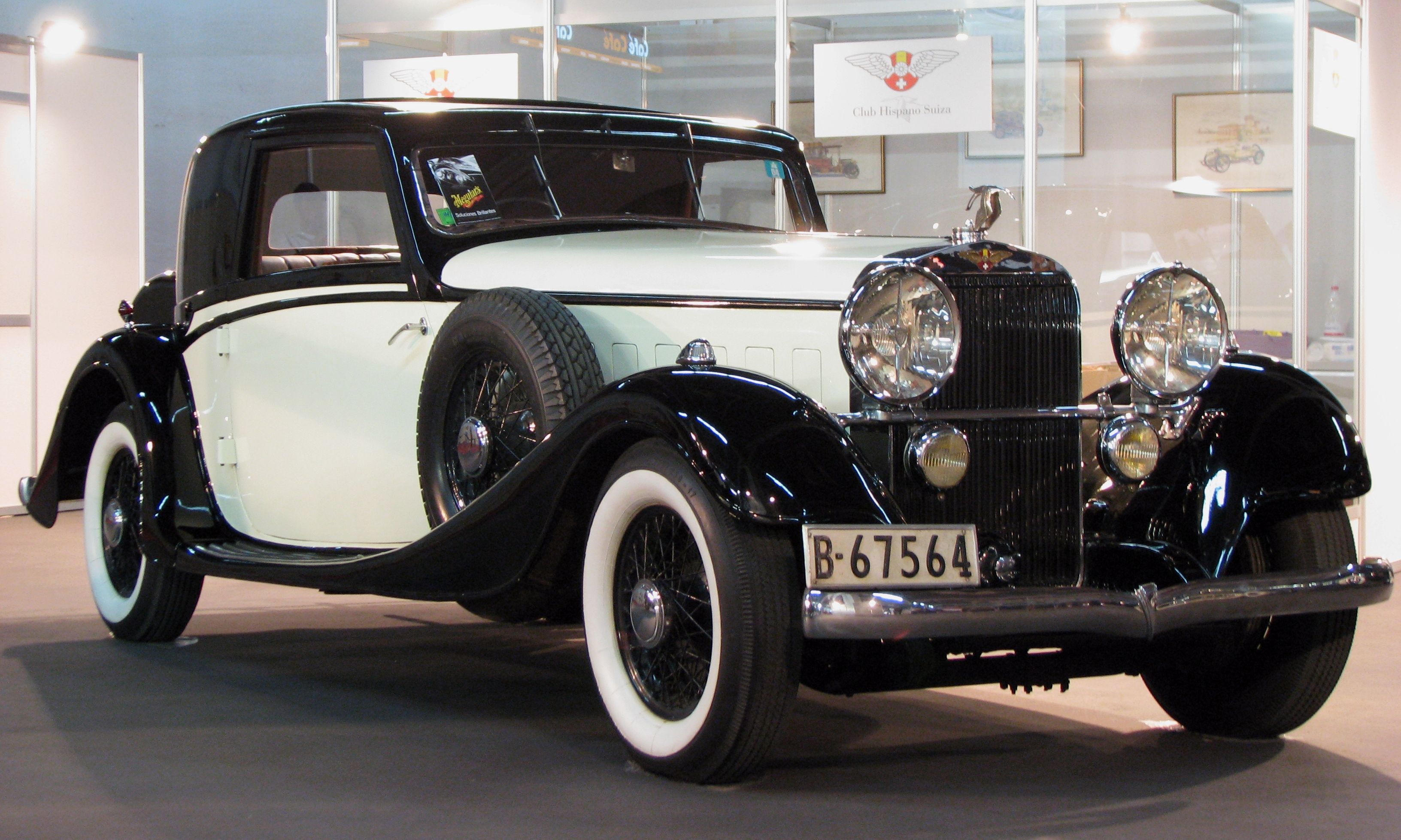
Un Hispano-Suiza K6 de 1934, exposat al Saló del 2009

La primera mostra de cotxes en una mena de fira feta a Barcelona es va organitzar el 1913, per bé que no hi va haver representació industrial i va ser més aviat una reunió de l'alta burgesia catalana. La primera edició del Saló de Barcelona com a tal es va fer el 3 de maig de 1919 al Palau de Belles Arts (al Parc de la Ciutadella) i hi van participar 58 expositors, entre ells les principals firmes catalanes que vivien un bon moment per la manca de vehicles a causa de la Primera Guerra Mundial.
El 1922 se'n va fer la segona edició al Palau d'Art Modern de Montjuïc, amb molt més espai (14.280 m), la presència de marques estrangeres i l'assistència de 33.410 persones. A la tercera edició, el 1924, hi van participar 413 expositors. El 1925 es va tornar a organitzar i després es va esperar fins al 1927 per a tornar-hi. La celebració de l'Exposició Internacional de 1929 i la proclamació de la Segona República Espanyola van endarrerir la seva següent edició fins al 1933, una edició que va rebre una bona resposta popular: 60.000 persones van visitar els 408 estands dels quals va despuntar el de la marca Citroën, amb l'exposició de les principals fases de muntatge d'un cotxe. Pocs dies després, es va celebrar el primer Gran Premi Internacional d'automobilisme al circuit de Montjuïc.
La setena edició, el 1935, va atraure les principals companyies internacionals, provinents sobretot dels EUA (General Motors, Ford i Chrysler), a més de nous fabricants catalans com ara Nacional Sitjes. L'esclat de la guerra civil espanyola i l'aïllament internacional durant la dictadura franquista va suposar un parèntesi de 31 anys per a l'esdeveniment, el qual no es va tornar a celebrar fins al 1966.

### De la dictadura als anys 80
Superada l'etapa inicial del franquisme, el Saló es va reinstaurar el 1966 amb una periodicitat anual, tot establint-se definitivament al recinte firal de Montjuïc. Van ser els anys de preeminència de la indústria motociclista catalana, amb marques com ara Bultaco, Montesa, OSSA o Derbi que any rere any aprofitaven el Saló per a presentar-hi les seves novetats. El 1977, el sorgiment de les rodes de premsa, les presentacions i l'impacte de les campanyes publicitàries van portar a un model biennal, més a l'abast per a les firmes, instaurat d'ençà de 1979 (19a edició), una edició on es van poder veure novetats com ara els Seat 131 automàtics, el Renault 5 Copa o els primers telèfons aptes per a automòbils.
El Saló de 1983 coincidí amb l'època de recuperació econòmica occidental després de la crisi del petroli de 1973. Durant aquells anys, l'aliança SEAT-Fiat es va trencar definitivament. A l'edició de 1985 hi destacà la presentació del Seat Ibiza, un model que va evitar la desaparició de la marca després de la crisi provocada per la ruptura amb Fiat. Aquest Saló es va considerar el millor des de la seva restauració el 1966.

### La dècada de 1990
Ja entrats en la dècada de 1990, els diversos salons van reflectir la moda dels 4x4 i els descapotables, els renovats Mini o el declivi dels fabricants de l'Europa oriental després de la caiguda del Mur de Berlín. El 1991 va destacar el SEAT Toledo, l'Audi 100 S4 i el Renault 19 cabriolet. El 1994, tot i no ser un any senar, es va fer una edició especial coincidint amb el 75è aniversari del Saló, caracteritzada per una exposició històrica, moltes novetats i un sopar institucional amb més de 1.000 convidats a la Sala Oval del Palau Nacional de Montjuïc. Durant aquella edició va destacar la recuperació de la indústria nord-americana, l'auge dels monovolums i les firmes coreanes.

### Elseglexxi

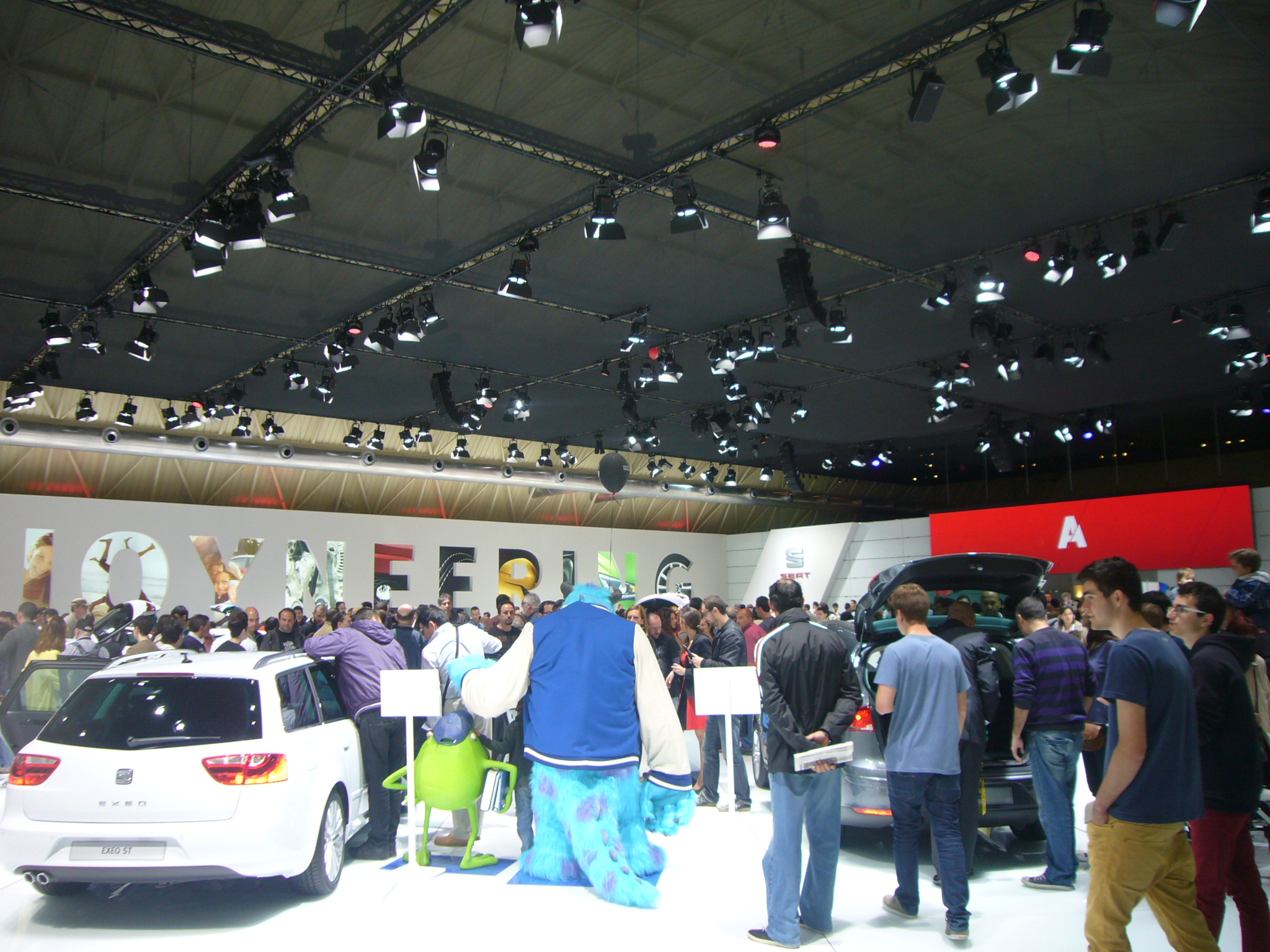
L'estand de SEAT al Saló del 2013

El 2001, les associacions de fabricants i d'importadors no es van posar d'acord amb l'organització i hi va haver força absències (BMW, Lexus, Jeep i altres). A més, les motos van deixar de compartir fira amb els cotxes (tot i que en alguna edició posterior hi tornaren). Amb tot, el Saló va comptar amb 90.000 visitants. A la següent edició les tensions es relaxaren i el Saló de 2003 va reunir els vehicles més impactants de les pel·lícules de James Bond i una exposició de monoplaces de fórmula 1 històrics. A l'edició del 2005 no s'hi van veure gaire novetats; al marge d'alguns redissenys i noves motoritzacions de diversos models, els cotxes més valorats varen ser el SEAT León, el Nissan Navara King, el Ford Mondeo i l'Audi A3 de 3 portes. Aquest any el Saló va tenir 250.000 visitants. El 2007 sí que va haver-hi novetats substancials: es va presentar el nou Kia Picanto, el SEAT Altea Freetrack, el Peugeot 207 SW i el Citroën C4 Sedán. A més a més, es va celebrar el 50è aniversari del primer SEAT 600.
El 2009, el Saló va celebrar el seu 90è aniversari i va batre el seu rècord de participació, amb 55 marques diferents. A causa de la crisi s'hi van presentar cotxes més econòmics i amb menys consum i, per tant, més ecològics i adaptats a les noves normatives. S'hi van presentar també diverses novetats internacionals, entre elles el Fiat 500 Barbie, l'Opel Insignia OPC, un prototipus de l'Audi Q3 o el Dacia Sandero Stepway.

### Darreres edicions (2011-2015)
El 2011, l'esdeveniment va presentar una única novetat mundial: el Hyundai i40. També es van presentar algunes novetats europees, com ara l'Audi Q3, el Mercedes Concept Classe A i el Volkswagen Beatle. Malgrat tot, la crisi havia reduït el mercat de l'automòbil en un 43% i algunes marques no van ser presents al Saló, entre elles Suzuki, Subaru, Lexus i Honda. El 2013 es va mantenir la tònica i només hi van exposar 22 marques, per bé que les xifres van ser millors que al 2011. El 2015, la situació va millorar sensiblement. S'hi van presentar 100 novetats, a més d'algunes altres en productes tecnològics.

## Llista d'edicions
Font:
| Edició  | Any  | Dates                 | Lloc                                                           |
| ------- | ---- | --------------------- | -------------------------------------------------------------- |
| I       | 1919 | 3-12 maig             | Palau de les Belles Arts (Parc de la Ciutadella)               |
| II      | 1922 | 24 maig-5 juny        | Palau d'Art Modern (Montjuïc)                                  |
| III     | 1924 | 2-13 d'abril          | Palau d'Art Modern                                             |
| IV      | 1925 | 16-26 de maig         | Palau d'Art Modern i Palau de la Indústria                     |
| V       | 1927 | 27 abril-8 de maig    | Palau Alfons XIII i Palau Victòria Eugènia                     |
| VI      | 1933 | 24 de maig- 5 de juny | Palau de la Metal·lúrgia i Avinguda de la Reina Maria Cristina |
| VII     | 1935 | 3-13 de maig          | Palaus 1 i 2 del Parc de Montjuïc                              |
| VIII    | 1966 | 14-24 d'abril         | Recinte firal de Montjuïc                                      |
| IX      | 1967 | 20-30 d'abril         | Recinte firal de Montjuïc                                      |
| X       | 1968 | 20-30 d'abril         | Recinte firal de Montjuïc                                      |
| XI      | 1969 | 19-30 d'abril         | Recinte firal de Montjuïc                                      |
| XII     | 1970 | 18-28 d'abril         | Recinte firal de Montjuïc                                      |
| XIII    | 1971 | 24 d'abril-4 de maig  | Recinte firal de Montjuïc                                      |
| XIV     | 1972 | 22 d'abril-2 de maig  | Recinte firal de Montjuïc                                      |
| XV      | 1973 | 5-15 d'abril          | Recinte firal de Montjuïc                                      |
| XVI     | 1974 | 25 d'abril-6 de maig  | Recinte firal de Montjuïc                                      |
| XVII    | 1975 | 12-22 d'abril         | Recinte firal de Montjuïc                                      |
| XVIII   | 1976 | 24 d'abril-4 de maig  | Recinte firal de Montjuïc                                      |
| XIX     | 1979 | 21 d'abril-1 de maig  | Recinte firal de Montjuïc                                      |
| XX      | 1981 | 2-10 de maig          | Recinte firal de Montjuïc                                      |
| XXI     | 1983 | 30 d'abril-8 de maig  | Recinte firal de Montjuïc                                      |
| XXII    | 1985 | 4-12 de maig          | Recinte firal de Montjuïc                                      |
| XXIII   | 1987 | 2-10 de maig          | Recinte firal de Montjuïc                                      |
| XXIV    | 1989 | 13-21 de maig         | Recinte firal de Montjuïc                                      |
| XXV     | 1991 | 4-12 de maig          | Recinte firal de Montjuïc                                      |
| XXVI    | 1993 | 15-23 de maig         | Recinte firal de Montjuïc                                      |
| XXVII   | 1994 | 17 de novembre        | Recinte firal de Montjuïc                                      |
| XXVIII  | 1995 | 13-21 de maig         | Recinte firal de Montjuïc                                      |
| XXIX    | 1997 | 17-25 de maig         | Recinte firal de Montjuïc                                      |
| XXX     | 1999 | 22-30 de maig         | Recinte firal de Montjuïc                                      |
| XXXI    | 2001 | 19-27 de maig         | Recinte firal de Montjuïc                                      |
| XXXII   | 2003 | 26 d'abril-4 de maig  | Recinte firal de Montjuïc                                      |
| XXXIII  | 2005 | 7-15 de maig          | Recinte firal de Montjuïc                                      |
| XXXIV   | 2007 | 9-17 de juny          | Recinte firal de Montjuïc                                      |
| XXXV    | 2009 | 9-17 de maig          | Recinte firal de Montjuïc                                      |
| XXXVI   | 2011 | 14-22 de maig         | Recinte firal de Montjuïc                                      |
| XXXVII  | 2013 | 11-19 de maig         | Recinte firal de Montjuïc                                      |
| XXXVIII | 2015 | 9-17 de maig          | Recinte firal de Montjuïc                                      |
| XXXIX   | 2017 | 13-21 de maig         | Recinte firal de Montjuïc                                      |

Notes
1. ↑  75è aniversari
2. ↑  90è aniversari